# Gration

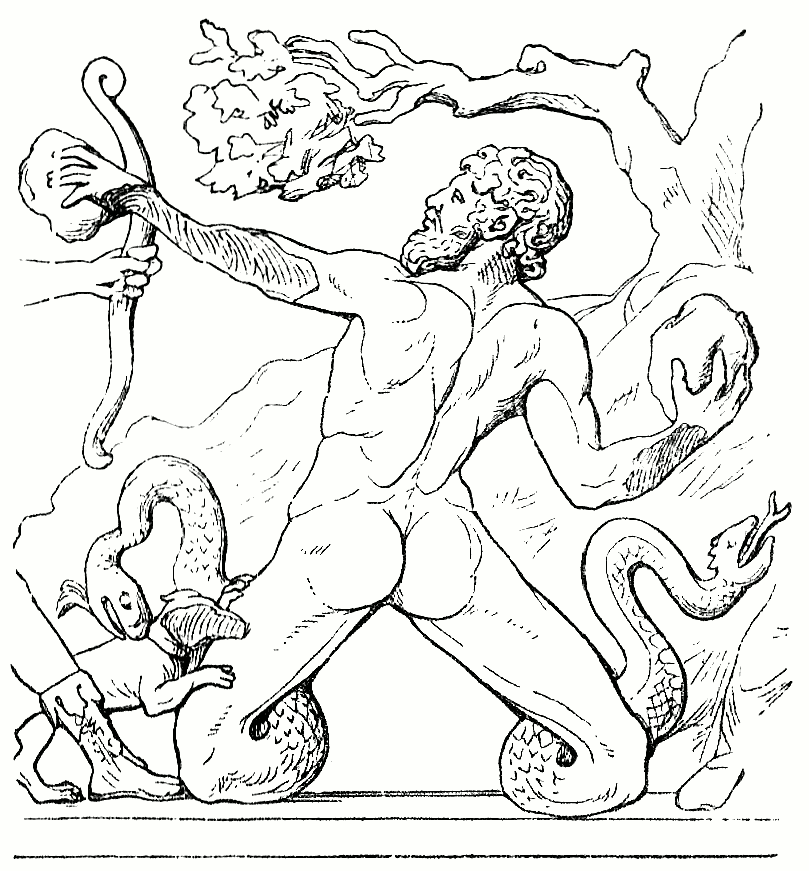
Gigant im Kampf gegen Artemis

Gration (altgriechisch Γρατίων Gratíōn), Sohn der Gaia und des Blutes des entmannten Uranos, war einer der Giganten, die die olympischen Götter angriffen (Gigantomachie). Er wurde von der Göttin der Jagd Artemis mit ihren Pfeilen erschossen und dann wie alle Giganten von Herakles mit einem Pfeil endgültig getötet.